# Tour de Romandía 1987
La 41.ª edición del Tour de Romandía se disputó del 5 de mayo al 10 de mayo de 1987 con un recorrido de 804,3 km dividido en un prólogo inicial y 6 etapas, con inicio en Bernex, y final en Chanolin.
El vencedor fue el irlandés Stephen Roche, cubriendo la prueba a una velocidad media de 36,5 km/h.

## Etapas[1]
| Etapa   | Recorrido         | Km    | Ganador        |
| Prólogo | Bernex            | 4,9   | Czesław Lang   |
| 1.ª     | Bernex-Romont     | 206   | Niki Rüttimann |
| 2.ª     | Romont-Le Locle   | 185,4 | Rolf Järmann   |
| 3.ª     | Le Locle-Bussigny | 163,4 | Stephan Joho   |
| 4.ª     | Bussigny-Grimentz | 156   | Beat Breu      |
| 5.ªa    | Vercorin-Zinal    | 66,6  | Stephen Roche  |
| 5.ªb    | Zinal-Chanolin    | 22    | Stephen Roche  |

## Clasificaciones
Así quedaron los diez primeros de la clasificación general de la segunda edición del Tour de Romandía
| \| 1. \| Stephen Roche \| Irlanda \| 21h 56'58" \| \| \| 2. \| Jean-Claude Leclercq \| Francia \| + 1'15" \| \| \| 3. \| Ronan Pensec \| Francia \| + 1'23" \| \| \| 4. \| Robert Millar \| Reino Unido \| + 2'04" \| \| \| 5. \| Jérôme Simon \| Francia \| + 2'44" \| \| \| 6. \| Beat Breu \| Suiza \| + 2'57" \| \| \| 7. \| Bruno Cornillet \| Francia \| + 3'05" \| \| \| 8. \| Peter Winnen \| Países Bajos \| + 3'14" \| \| \| 9. \| Dag-Erik Pedersen \| Noruega \| + 3'16" \| \| \| 10. \| Rolf Jaermann \| Suiza \| + 3'21" \| \| |                      |              |            |  |
| 1. | Stephen Roche        | Irlanda      | 21h 56'58" |  |
| 2. | Jean-Claude Leclercq | Francia      | + 1'15"    |  |
| 3. | Ronan Pensec         | Francia      | + 1'23"    |  |
| 4. | Robert Millar        | Reino Unido  | + 2'04"    |  |
| 5. | Jérôme Simon         | Francia      | + 2'44"    |  |
| 6. | Beat Breu            | Suiza        | + 2'57"    |  |
| 7. | Bruno Cornillet      | Francia      | + 3'05"    |  |
| 8. | Peter Winnen         | Países Bajos | + 3'14"    |  |
| 9. | Dag-Erik Pedersen    | Noruega      | + 3'16"    |  |
| 10. | Rolf Jaermann        | Suiza        | + 3'21"    |  |